# ويلي ماك (مصارع)
ويلي ماك (بالإنجليزية: Willie Mack)‏ هو مصارع محترف أمريكي، ولد في 5 يناير 1987 في South Los Angeles ‏ في الولايات المتحدة.

## وصلات خارجية
- فيلي ماك على موقع CageMatch worker (الإنجليزية)

- فيلي ماك على موقع IMDb (الإنجليزية)